# 今日宁乡
《今日宁乡》，是中华人民共和国湖南省的一份免费报纸，2005年由长沙市宁乡县人民政府创办的报刊，也是宁乡市官方宣传媒体之一。

## 历史
在《今日宁乡》创刊以前，宁乡县有官方报纸《宁乡报》，创刊于1956年，但在2003年7月15日，中共中央办公厅及国务院办公厅发布关于报刊治理整顿的决定，《宁乡报》因此停业。《今日宁乡》遂于2005年创办，以代替《宁乡报》发挥宣传的功能。

## 版面
《今日宁乡》报一共分为8大版：
- A1 要闻
- A2 经济
- A3 专题
- A4 社会
- A5 民生
- A6 今日视点
- A7 副刊
- A8 专版